# Chthonius azerbaidzhanus
Chthonius azerbaidzhanus är en spindeldjursart som beskrevs av Wolfgang Schawaller och Selvin Dashdamirov 1988. Chthonius azerbaidzhanus ingår i släktet Chthonius och familjen käkklokrypare.
Artens utbredningsområde är Azerbajdzjan. Inga underarter finns listade i Catalogue of Life.